# Suberites microstomus
Suberites microstomus är en svampdjursart som beskrevs av Ridley och Arthur Dendy 1886. Suberites microstomus ingår i släktet Suberites och familjen Suberitidae. Utöver nominatformen finns också underarten S. m. stellatus.